# Красножёнова, Мария Васильевна
Мария Васильевна Красножёнова (15 июня 1871, Бирюса, Сибирский край — 5 октября 1942, Красноярск) — русский и советский фольклорист, этнограф, педагог, музейный работник.

## Биография
Родилась 15 июня 1871 года в селе Бирюса Бирюсинской (Алзамайской) волости Нижнеудинского округа Иркутской губернии. В 1881 году переехала в Красноярск. В 1890 году окончила Красноярскую женскую гимназию. Работала учителем географии в начальных классах Красноярской женской гимназии.
В 1892 году была избрана членом Красноярского Общества попечения о начальном образовании. По её инициативе 2 января 1898 года в Красноярске был создан Подвижной педагогический музей наглядных пособий в помощь учителям губернии. Аналогичные музеи существовали только в Москве и Санкт-Петербурге. До 1908 года музей был единственным в Сибири. Педагогический передвижной музей выдавал наглядные пособия городским и сельским школам.
23 ноября 1914 года в Красноярске открылось отделение «Сибирского общества помощи больным и раненным воинам». Общество собирало информацию о раненных и больных сибиряках. На фронт Общество отправляло полевые госпитали, питательные отряды, медикаменты и т. д. Красножёнова была членом Общества.
Основала педагогическую библиотеку. В 1915 году подарила личную библиотеку «Обществу взаимного вспомоществования учащим и учившим в Енисейской губернии». По инициативе Красножёновой в школьные программы Енисейской губернии был включён предмет «Сибиреведение». Мария Васильевна была руководителем кружка по сибиреведению при Доме юношества в Красноярске. В годы советской власти активно участвовала в ликвидации безграмотности. Преподавала в воскресных школах.
Более 30 лет работала в Красноярском краеведческом музее. В 1885 году нашла записи народных заговоров, сделанных её отцом. С 1885 года на протяжении 45 лет собирала фольклор во время экспедиций по Енисейской губернии. Собирала материалы по народной медицине, лекарственным травам, по фольклору. Красножёнова записала 200 сказок, тысячи песен и частушек, более ста заговоров, образцы детского фольклора, всего более 5000 текстов.
С 1907 года была членом Восточно-Сибирского отдела Русского географического общества.
В краеведческом музее организовала выставки «Старый Красноярск», «Суриковский уголок» и другие. Создала Отдел быта русского населения. Собрала коллекцию «История Сибирского тракта».
Скончалась 5 октября 1942 года. Похоронена на Троицком кладбище Красноярска.

## Награды
Малая серебряная медаль Русского Географического общества в 1913 г.

## Память
Мемориальная доска на здании бывшей женской гимназии в Красноярске — открыта в мае 2000 года.

## Автор книг и статей
- Статьи в Известиях Восточно-Сибирского отдела Императорского Русского географического общества: «Описание свадьбы в деревне Злобиной» (1907), «Описание крестьянской свадьбы в деревне Лапиной» (1908), «Материалы по народной медицине Енисейской губернии» (1911).
- Краеведческие работы: «Мещане города Красноярска», «Местная художественная жизнь», «Рассказы жителей [Московского] тракта» и другие.
- «Сибирская старина», этнографический сборник, выпуск II. Иркутск, 1924 год.
- «Сказки Красноярского края». Ленинград 1937
- «Сказки Красноярского края». «Красноярский издательский дом», Красноярск, 2002
- «Сказки нашего края». Красноярское книжное издательство. Красноярск, 1940.